# 남부로
남부로(Nambu-ro)는 충청북도 영동군 영동읍 부용리 부용 교차로와 청주시 상당구 미원면 미원사거리를 잇는 충청북도의 도로이다.
본래 이 도로의 전 구간이 국도 제19호선에 속했으나 2010년 12월 보은미원로가 개통되면서 이 구간으로 국도 제19호선이 이설되어 보은 ~ 청주 구간은 국도가 아닌 구간이 존재한다. 영동군 영동읍 구간은 영동 ~ 용산간 도로건설공사가 진행 중이다.

## 연혁
- 1975년 10월 1일 : 청원군 미원면 운암리 ~ 보은군 내북면 상궁리 총 1.3 km 구간 개통 및 기존 1.59 km 구간 폐지[1]
- 1987년 5월 26일 : 기존 지정 구간인 청산면 소재지(옥천군 청산면 고평리 ~ 지전리), 보은읍 소재지(보은군 보은읍 죽전리 ~ 삼산리), 괴산읍 소재지(괴산군 괴산읍 동부리 ~ 대덕리) 구간 폐지[2]
- 1988년 3월 23일 : 영동군 영동읍 계산리 1.57 km 구간 개통, 기존 1.5 km 구간 폐지[3]
- 1992년 11월 16일 : 보은군 내북면 상궁리 180m 구간 개통, 기존 392m 구간 폐지[4]
- 1999년 6월 1일 : 옥천군 청성면 능월리 ~ 보은군 삼승면 서원리 1.38 km 구간 확장 개통, 기존 1.3 km 구간 폐지[5]
- 2000년 1월 10일 : 영동군 용산면 상용리 ~ 율리 3.6 km 구간 확장 개통[6]
- 2001년 12월 24일 : 옥천군 청성면 산계리 ~ 화성리 2.24 km 구간 확장 개통, 기존 2.4 km 구간 폐지[7]
- 2001년 12월 26일 : 영동군 용산면 법화리 ~ 청산면 효목리 3.02 km 구간 확장 개통, 기존 3.3 km 구간 폐지[8]
- 2003년 12월 12일 : 영동군 용산면 율리 880m 구간 확장 개통[9]
- 2007년 8월 12일 : 보은군 삼승면 송죽리 700m 구간 개통, 기존 구간 폐지[10]
- 2009년 7월 18일 : 보은 ~ 내북간 도로(보은군 보은읍 금굴리 ~ 학림리) 구간 10.7 km 4차선 신설 개통.[11][12]
- 2009년 9월 18일 : 2개 이상 시·군에 걸쳐 있는 도로로 남부로를 고시[13]
- 2010년 12월 22일 : 보은 ~ 내북간 도로(보은군 보은읍 금굴리 ~ 청원군 미원면 운암리) 구간 19.9 km 4차선 신설 개통.[14][15][16]
- 2011년 3월 15일 : 내북 ~ 운암간 도로(보은군 산외면 이식리 ~ 청원군 미원면 운암리) 3.5 km 구간 확장 개통[17]
- 2016년 12월 20일 : 영동 ~ 용산간 도로(영동군 영동읍 부용리 ~ 설계리) 2.56 km 구간 확장 개통, 기존 2.0 km 구간 폐지[18]
- 2018년 5월 4일 : 운암 ~ 미원간 도로(청주시 상당구 미원면 운암리 ~ 미원리) 4.09 km 구간 확장 개통, 기존 2.0 km 구간 폐지[19]
- 2018년 8월 10일 : 보은군 보은읍 금굴리 ~ 삼승면 우진리, 보은군 삼승면 서원리 ~ 원남리 총 4.0 km 구간 확장 개통, 기존 보은군 삼승면 서원리 340m 구간 폐지[20]

## 주요 경유지
충청북도
- 영동군 (영동읍 · 용산면) - 옥천군 (청산면 · 청성면) - 보은군 (삼승면 · 보은읍 · 내북면 - 청주시 상당구 미원면

## 노선
| 이름                     | 접속 노선                                            | 소재지                    | 소재지                                   | 비고                                     |
| ------------------------ | ---------------------------------------------------- | ------------------------- | ---------------------------------------- | ---------------------------------------- |
| 부용 교차로              | 국도 제4호선 국도 제19호선 (난계로)                  | 영동군                    | 영동읍                                   | 국도 제19호선 구간                       |
| 부용교 금산교            |                                                      | 영동군                    | 영동읍                                   | 국도 제19호선 구간                       |
| 영산 교차로              | 금동로                                               | 영동군                    | 영동읍                                   | 국도 제19호선 구간                       |
| 구교교                   |                                                      | 영동군                    | 영동읍                                   | 국도 제19호선 구간                       |
| 눈어치 교차로            | 대학로                                               | 영동군                    | 영동읍                                   | 국도 제19호선 구간                       |
| 솔치재                   |                                                      | 영동군                    |                                          | 국도 제19호선 구간                       |
| 용산면                   |                                                      | 영동군                    |                                          | 국도 제19호선 구간                       |
| 봉현삼거리               | 심원회포로                                           | 영동군                    |                                          | 국도 제19호선 구간                       |
| 송천교                   |                                                      | 영동군                    |                                          | 국도 제19호선 구간                       |
| 율리 교차로              | 용산로 율리길                                        | 영동군                    |                                          | 국도 제19호선 구간                       |
| (이름 없음)              | 서신항길 용산로6길                                   | 영동군                    |                                          | 국도 제19호선 구간                       |
| (이름 없음)              | 상용길 용산로9길                                     | 영동군                    |                                          | 국도 제19호선 구간                       |
| 상용교                   |                                                      | 영동군                    |                                          | 국도 제19호선 구간                       |
| 영동 나들목 (상용사거리) | 1호선 경부고속도로 지방도 제514호선 (용산로)         | 영동군                    | 국도 제19호선 구간 지방도 제514호선 구간 |                                          |
| 상용삼거리               | 지방도 제514호선 (용심로)                            | 영동군                    | 국도 제19호선 구간 지방도 제514호선 구간 |                                          |
| 매남사거리               | 한곡백자전로                                         | 영동군                    | 국도 제19호선 구간                       |                                          |
| 샘티재                   |                                                      |                           | 국도 제19호선 구간                       |                                          |
| 옥천군                   | 청산면                                               |                           | 국도 제19호선 구간                       |                                          |
| 옥천군                   | 청산면                                               | 목동삼거리                | 국도 제19호선 구간                       | 옥천청산농공단지                         |
| 옥천군                   | 청산면                                               | 인정삼거리                | 국도 제19호선 구간                       | 신매인정로                               |
| 옥천군                   | 청산면                                               | 청산교                    | 국도 제19호선 구간                       |                                          |
| 옥천군                   | 청산면                                               | 청산삼거리                | 지방도 제505호선 (청산관기로)            | 국도 제19호선 구간 지방도 제505호선 구간 |
| 옥천군                   | 청산면                                               | 교평삼거리                | 지전길                                   | 국도 제19호선 구간 지방도 제505호선 구간 |
| 옥천군                   | 청산면                                               | (이름 없음)               | 보청천길 지전1길                         | 국도 제19호선 구간 지방도 제505호선 구간 |
| 옥천군                   | 청산면                                               | 지전삼거리                | 지전길                                   | 국도 제19호선 구간 지방도 제505호선 구간 |
| 옥천군                   | 산계삼거리                                           | 지방도 제505호선 (청성로) | 청성면                                   | 국도 제19호선 구간 지방도 제505호선 구간 |
| 옥천군                   | 화성교                                               |                           | 청성면                                   | 국도 제19호선 구간                       |
| 옥천군                   | 능월리삼거리                                         | 원남로                    | 청성면                                   | 국도 제19호선 구간                       |
| 원남 교차로 (오미교)     | 지방도 제502호선 (삼승탄부로) 원남장암로             | 보은군                    | 삼승면                                   | 국도 제19호선 구간                       |
| 원남교                   |                                                      | 보은군                    | 삼승면                                   | 국도 제19호선 구간                       |
| 서원리삼거리             | 원남로                                               | 보은군                    | 삼승면                                   | 국도 제19호선 구간                       |
| 상가삼거리               | 상가천남로                                           | 보은군                    | 삼승면                                   | 국도 제19호선 구간                       |
| 송죽사거리               | 거현송죽로 천남송죽로                                | 보은군                    | 삼승면                                   | 국도 제19호선 구간                       |
| 송죽교                   |                                                      | 보은군                    | 삼승면                                   | 국도 제19호선 구간                       |
| 보은읍                   |                                                      | 보은군                    |                                          | 국도 제19호선 구간                       |
| 보은IC 교차로            | 국도 제37호선 (옥천 ~ 보은간 도로)                   | 보은군                    | 국도 제19, 37호선 구간                   |                                          |
| 금굴삼거리               | 덕동고승로                                           | 보은군                    | 국도 제19, 37호선 구간                   |                                          |
| 금굴 교차로              | 국도 제19호선 국도 제37호선 (보은미원로)             | 보은군                    | 국도 제19, 37호선 구간                   |                                          |
| 보은농공단지             | 금굴4길                                              | 보은군                    |                                          |                                          |
| 수정삼거리               | 둔덕수정로                                           | 보은군                    |                                          |                                          |
| 죽전삼거리               | 보은로                                               | 보은군                    |                                          |                                          |
| 보은교                   |                                                      | 보은군                    |                                          |                                          |
| 삼산리                   | 삼산남로                                             | 보은군                    |                                          |                                          |
| 동다리사거리             | 뱃들로 삼산로                                        | 보은군                    |                                          |                                          |
| 이평교사거리             | 국도 제25호선 (보청대로)                             | 보은군                    |                                          |                                          |
| 춘수골삼거리             | 보은로                                               | 보은군                    |                                          |                                          |
| 중동교                   |                                                      | 보은군                    |                                          |                                          |
| 봉계1 교차로             | 국도 제19호선 (보은미원로)                           | 보은군                    |                                          |                                          |
| 봉계교                   |                                                      | 보은군                    |                                          |                                          |
| 내북면                   |                                                      | 보은군                    |                                          |                                          |
| 봉계2 교차로             | 국도 제19호선 (보은미원로) 지방도 제575호선 (산외로) | 보은군                    | 지방도 제575호선 구간                    |                                          |
| 이원삼거리               | 중초길                                               | 보은군                    | 지방도 제575호선 구간                    |                                          |
| 이원교                   |                                                      | 보은군                    | 지방도 제575호선 구간                    |                                          |
| 용수삼거리               | 지방도 제575호선 (산척상궁로)                        | 보은군                    | 지방도 제575호선 구간                    |                                          |
| 대안삼거리               | 성티적음로                                           | 보은군                    |                                          |                                          |
| 한화삼거리               | 지방도 제571호선 (회인내북로)                        | 보은군                    | 지방도 제571호선 구간                    |                                          |
| 창리1교 창리2교          |                                                      | 보은군                    | 지방도 제571호선 구간                    |                                          |
| 창리삼거리               | 내북산외로                                           | 보은군                    | 지방도 제571호선 구간                    |                                          |
| 성암삼거리               | 성암가고로                                           | 보은군                    | 지방도 제571호선 구간                    |                                          |
| 운암 교차로              | 국도 제19호선 (보은미원로) 운암계원로                | 청주시                    | 상당구 미원면                            | 지방도 제571호선 구간 국도 제19호선 구간 |
| 운암교                   |                                                      | 청주시                    | 상당구 미원면                            | 국도 제19호선 구간                       |
| 청석 교차로              | 국도 제19호선 (보은미원로)                           | 청주시                    | 상당구 미원면                            | 국도 제19호선 구간                       |
| 점말 교차로              | 성대2길                                              | 청주시                    | 상당구 미원면                            | 국도 제19호선 구간                       |
| 성대 교차로              | 성대3길                                              | 청주시                    | 상당구 미원면                            | 국도 제19호선 구간                       |
| 새터 교차로              | 성대1길 수목원길                                     | 청주시                    | 상당구 미원면                            | 국도 제19호선 구간                       |
| 새터교                   |                                                      | 청주시                    | 상당구 미원면                            | 국도 제19호선 구간                       |
| 미원사거리               | 국도 제19호선 국가지원지방도 제32호선 (단재로)       | 청주시                    | 상당구 미원면                            | 종점 국도 제19호선 구간                  |

## 주요 건물 및 시설
- 영동군자원순환센터 (충청북도 영동군 용산면 남부로 621-39)
- 매금보건진료소 (충청북도 영동군 용산면 남부로 1402)
- 청산119안전센터 (충청북도 옥천군 청산면 남부로 2306)
- 옥천화성초등학교(폐교) (충청북도 옥천군 청성면 남부로 2836-1)
- 충청북도 도로관리사업소 옥천지소 (구 청성초등학교 능월분교) (충청북도 옥천군 청성면 남부로 3172)
- 도곡보건진료소 (충청북도 옥천군 청성면 남부로 3180)
- 삼승초등학교(폐교) (충청북도 보은군 삼승면 남부로 3702)
- 송죽초등학교 (충청북도 보은군 삼승면 남부로 3927)
- 삼승하수처리장 (충청북도 보은군 보은읍 남부로 4282-8)
- 보은소방서 (충청북도 보은군 보은읍 남부로 4415)
- 신흥운수 (충청북도 보은군 보은읍 남부로 4427)
- 보은군농업기술센터 (충청북도 보은군 보은읍 남부로 4733)
- 내북초등학교 이원분교(폐교) (충청북도 보은군 내북면 남부로 5558)
- 내북초등학교 아곡분교(폐교) (충청북도 보은군 내북면 남부로 5825-6)
- 내북보건지소 (충청북도 보은군 내북면 남부로 6239)
- 창리정류소 (충청북도 보은군 내북면 남부로 6255)
- 내북면 행정복지센터 (충청북도 보은군 내북면 남부로 6270)
- 내북의용소방대 (충청북도 보은군 내북면 남부로 6272)
- 내북파출소 (충청북도 보은군 내북면 남부로 6277)